# Parque nacional de Rusizi
El parque nacional de Rusizi (en francés: Parc National de la Rusizi) está ubicado en Burundi, junto al río Ruzizi, cerca de la frontera con la República Democrática del Congo. Tiene 9000 hectáreas de superficie y su altura varía en un rango entre los 780 y los 1000 metros. Fue establecido oficialmente en 2001. Está a 15 km al norte de la ciudad de Buyumbura y es el hogar de 19 especies de hipopótamos y de sitatungas.

## Imágenes

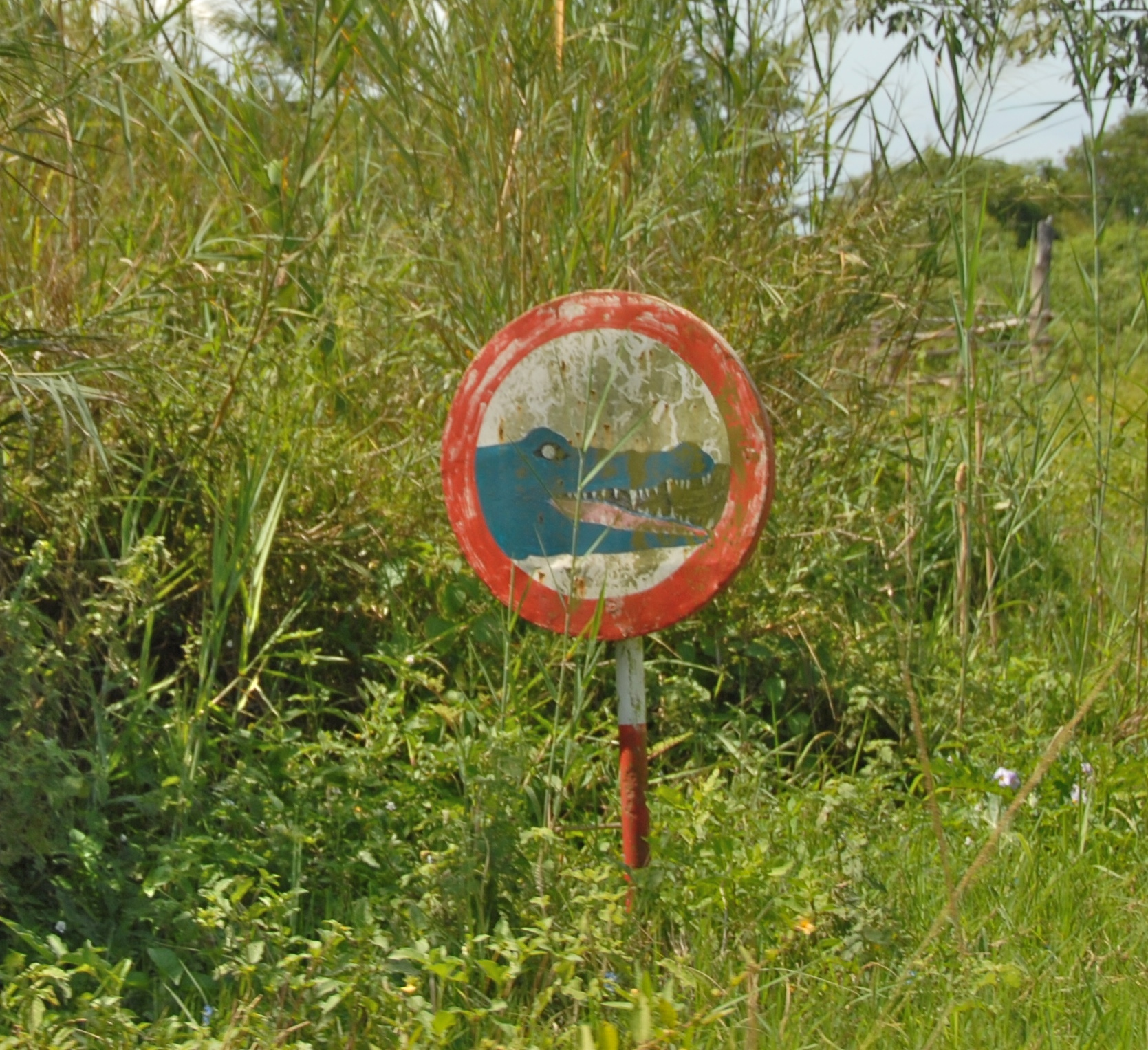
Cuidado con los cocodrilos.
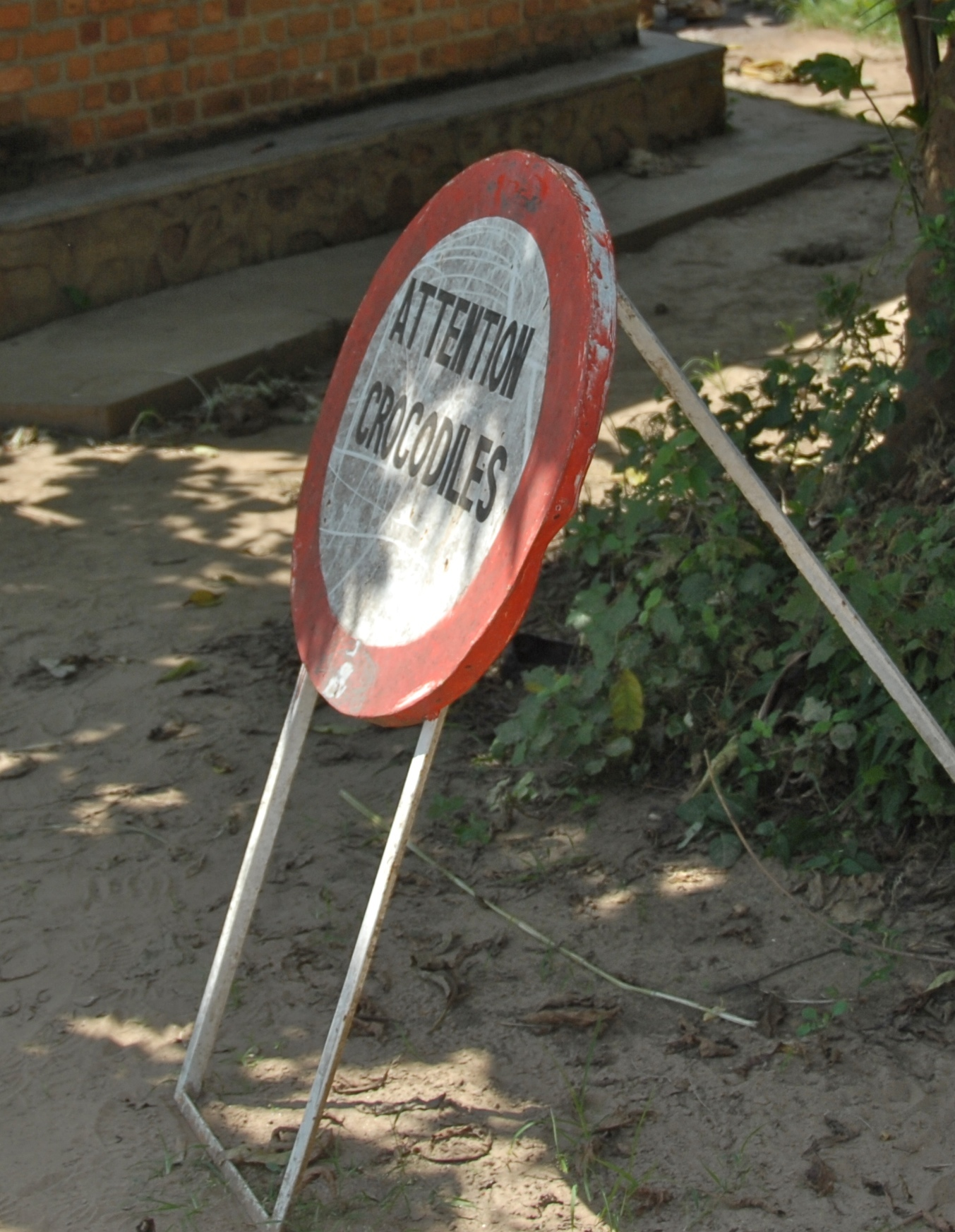
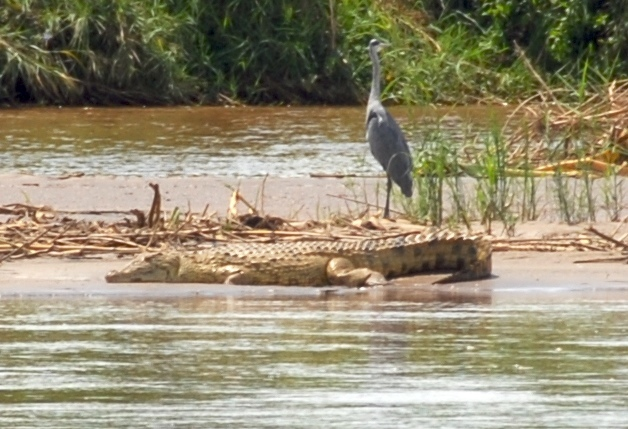
Cocodrilos
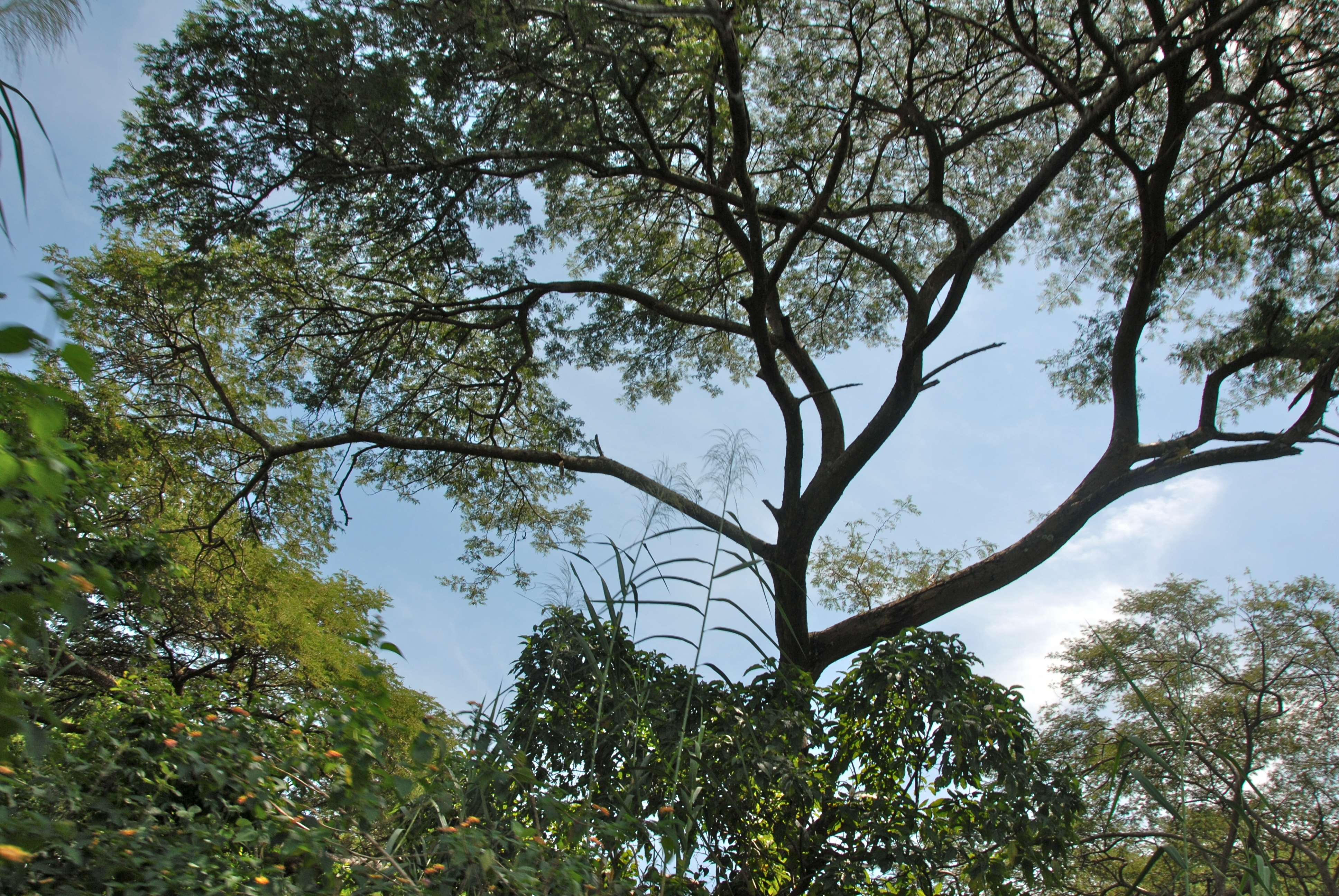
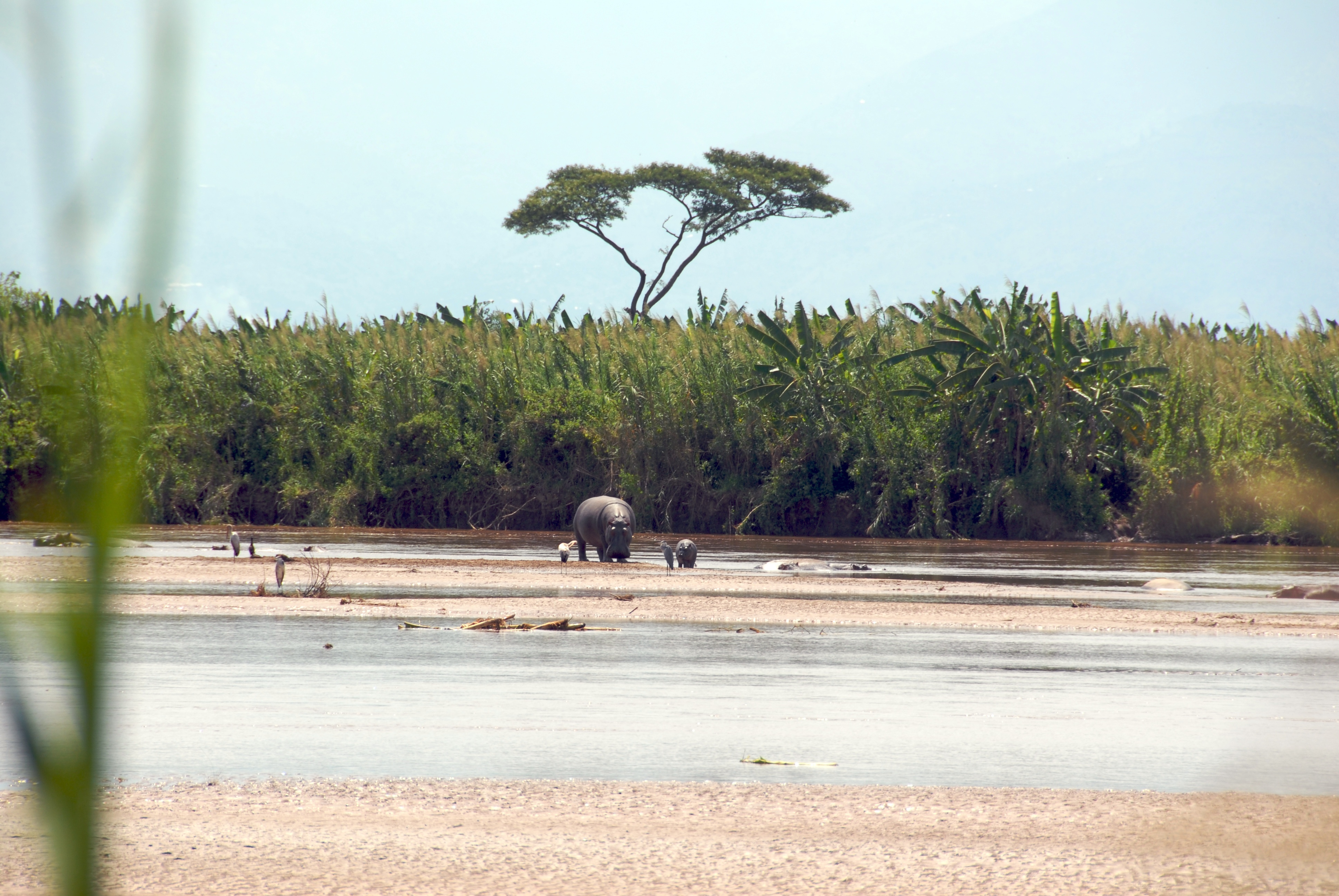
Hipopótamos.